# مهرجان كان السينمائي 1962
مهرجان كان السينمائي لعام 1962 هو الدورة الـ15 للمهرجان عُقد في 7 إلى 23 مايو من عام 1962، حصل فيلم "O Pagador de Promessas" للمخرج البرازيلي أنسلمو دوارتي على السعفة الذهبية للمهرجان.